# مارچلو پالی‌یرو
مارچلو پالی‌یرو (ایتالیایی: Marcello Pagliero؛ زاده ۱۵ ژانویهٔ ۱۹۰۷ – درگذشته ۱۸ اکتبر ۱۹۸۰) کارگردان، هنرپیشه و فیلمنامه‌نویس ایتالیایی بود. او در لندن زاده شد و در پاریس درگذشت. وی بیشتر برای بازی در فیلم رم، شهر بی‌دفاع به کارگردانی روبرتو روسلینی مشهور است.
وی در سال ۱۹۴۷ به فرانسه رفت و در آنجا تا سال ۱۹۶۰ در سینما فعالیت و داشت و پس از آن در تلویزیون فرانسه مشغول به کار شد.